# Andy Gill
Andrew James Dalrymple "Andy" Gill (Manchester, 1 de janeiro de 1956 – 1 de fevereiro de 2020) foi um membro fundador e guitarrista da banda de rock inglesa Gang of Four. Ficou conhecido pelo seu estilo irregular de guitarra em álbuns como Entertainment! (1979) e Solid Gold (1981) e singles como "At Home He's a Tourist," "Damaged Goods," "Anthrax," "What We All Want" e "I Love a Man in a Uniform."
Gill também produziu muitas produções do Gang of Four incluindo seu lançamento mais recente de 2015 What Happens Next e álbuns para muitos outros artistas incluindo o álbum de estréia de Red Hot Chili Peppers, The Jesus Lizard, The Stranglers, The Futureheads, Michael Hutchence, Killing Joke, Polysics, Fight Like Apes, Therapy? e The Young Knives.
Gill foi frequentemente confundido com o crítico musical do The Independent, também chamado Andy Gill.

## Vida pessoal
Gill foi casado com a jornalista e co-fundadora do Women's Equality Party, Catherine Mayer.

## Morte
Gill morreu no dia 1 de fevereiro de 2020, aos 64 anos.

## Discografia

### Solo
- "Dispossession" 12-inch single (1987), Survival